# سوسن عنکبوتی
 سوسن عنکبوتی (نام علمی: Crinum asiaticum) یک گونه گیاهی است که به‌طور گسترده‌ای در بسیاری از مناطق گرم‌تر به عنوان گیاه زینتی کاشته می‌شود. گیاهی پایا پیازی شکل است که گل‌آذین چتری پر زرق و برق تولید می‌کند و باغبانان ارزش زیادی برای آن قائل هستند. با وجود این تمام قسمت‌های گیاه در صورت خورده شدن سمی هستند. بعضی از گزارش‌ها نشان می‌دهد که قرار گرفتن در معرض شیرهٔ گیاه ممکن است باعث تحریک پوست شود.
کوکب کوهی بومی مناطق جنوبی چین، هنگ کونگ، ججودو در کره جنوبی، هندوستان، جزایر ریوکیو، جزایر اوگاساوارا (جزایر بونین)، تایوان، آسام، بنگلادش، جزایر آندامان و جزایر نیکوبار، کامبوج، لائوس، میانمار (برمه)، جزایر پاراسل و جزایر اسپراتلی، تایلند، ویتنام، موریس، بورنئو، جزیره کوکوس، جاوه، جزایر سوندای کوچک، مالزی شبه‌جزیره‌ای، سولاوسی، سوماترا، فیلیپین، جزیره کریسمس، مجمع‌الجزایر بیسمارک، گینه نو، جزیره نورفک، استرالیا، فیجی، ساموآ، کالدونیای جدید و وانواتو است. در مکزیکو، هند غربی، فلوریدا، لوئیزیانا، میکرونزی، پلی‌نزی، ملانزی، ماداگاسکار، مجمع‌الجزایر چاگوس به عنوان گیاه بومی در نظر گرفته می‌شود.